# Rotglà i Corberà
Rotglà i Corberà, en valencien et officiellement, (Rotglá y Corbera en castillan), est une commune d'Espagne de la province de Valence dans la Communauté valencienne. Elle est située dans la comarque de la Costera et dans la zone à prédominance linguistique valencienne.

## Géographie

Localisation de Rotglà i Corberà
dans la Communauté valencienne.
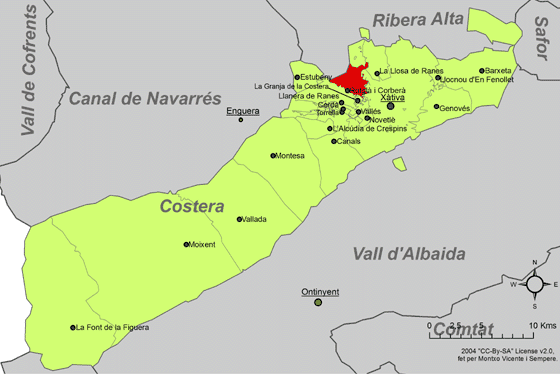
dans la comarque de la Costera.

### Localités limitrophes
Le territoire communal de Rotglà i Corberà est voisin de celui des communes suivantes :
La Granja de la Costera, Xàtiva, Llanera de Ranes, La Llosa de Ranes, Sellent et Vallés, toutes situées dans la province de Valence.

## Démographie
| 1990  | 1992  | 1994  | 1996  | 1998  | 2000  | 2002 | 2004 | 2005  |
| ----- | ----- | ----- | ----- | ----- | ----- | ---- | ---- | ----- |
| 1.054 | 1.007 | 1.036 | 1.018 | 1.016 | 1.035 | 988  | 999  | 1.018 |

## Administration
Liste des maires, depuis les premières élections démocratiques.
| Législature | Nom du Maire                          | Parti politique       |
| ----------- | ------------------------------------- | --------------------- |
| 1979-1983   | Alfredo Gómez Sanchis                 | Parti Libéral         |
| 1983-1987   | Alfredo Gómez Sanchis                 | PSPV-PSOE             |
| 1987-1991   | Alfredo Gómez Sanchis                 | CDS                   |
| 1991-1995   | Alfredo Gómez Sanchis                 | UV                    |
| 1995-1999   | Alfredo Gómez Sanchis                 | UV                    |
| 1999-2003   | Pilar Domènech i Aliaga               | BNV                   |
| 2003-2007   | Rafael Sancristóbal/Mercedes Castelló | Pacte indépendants/PP |
| 2007-2011   | Mercedes Castelló                     | PP                    |

### Sources
- (es) Cet article est partiellement ou en totalité issu de l’article de Wikipédia en espagnol intitulé « Rotglá y Corbera » (voir la liste des auteurs).
- (es) Varaciones de los municipios de España desde 1842, Ministerio de administraciones públicas, octobre 2008, 364 p. (lire en ligne) [PDF]